# Equus quagga quagga
La cuaga o quagga (Equus quagga quagga) es una subespecie extinta de cebra común (Equus quagga) que era endémica de Sudáfrica hasta que fue cazada hasta su extinción a finales del siglo XIX. Por mucho tiempo se creyó que era una especie diferente pero los estudios con ADN mitocondrial apoyan la idea de que era solo una subespecie de la cebra común. Otros estudios han sugerido que era más bien la clina o ecotipo más meridional de la especie.
Se cree que la cuaga medía cerca de 257 cm de longitud y unos 125 – 135 cm de altura hasta los hombros. Se distinguía de otras cebras por el patrón limitado de rayas principalmente pardas y blancas, mayormente en la parte frontal del cuerpo. La parte posterior era de color pardo y sin rayas, más parecida a la de un caballo. La distribución de las rayas variaba considerablemente entre los individuos. Poco se sabe sobre el comportamiento de la cuaga, pero se pudo haber congregado en manadas de 30 a 50 ejemplares. Se dice que las cuagas eran salvajes y vivaces, aunque también se las consideraba más dóciles que sus parientes, las cebras de Burchell. Se las encontraba en grandes números en la zona del Karoo de la provincia del Cabo y la parte más austral del Estado libre de Orange en Sudáfrica.
Después de que comenzara la colonización europea de Sudáfrica, la cuaga fue cazada en gran medida, ya que competía con los animales domésticos por las pasturas. Algunas fueron llevadas a zoológicos de Europa, pero los programas de crianza no fueron exitosos. La última población salvaje vivió en el Estado libre de Orange; la cuaga estaba extinta en la naturaleza para 1878. El último ejemplar cautivo murió en Ámsterdam el 12 de agosto de 1883. Solo una cuaga fue fotografiada viva, y solo quedan 23 pieles del animal en la actualidad. En 1984, la cuaga se convirtió en el primer animal extinto cuyo ADN fue analizado. Por otra parte, el Proyecto Quagga ha intentado criar cebras de  Burchell con patrones de rayado similares a los de la cuaga.

## Taxonomía
Se ha sugerido históricamente que el nombre cuaga se deriva de la palabra khoikhoi para cebra (cf. con el término del idioma tsoa llkoaah, 'cebra'), siendo por lo tanto una palabra onomatopéyica, que se asemeja a las llamadas de la cuaga, que se transcriben variadamente como "kwa-ha-ha", "kwahaah", o también "oug-ga". El nombre se usa aún coloquialmente para la cebra común.

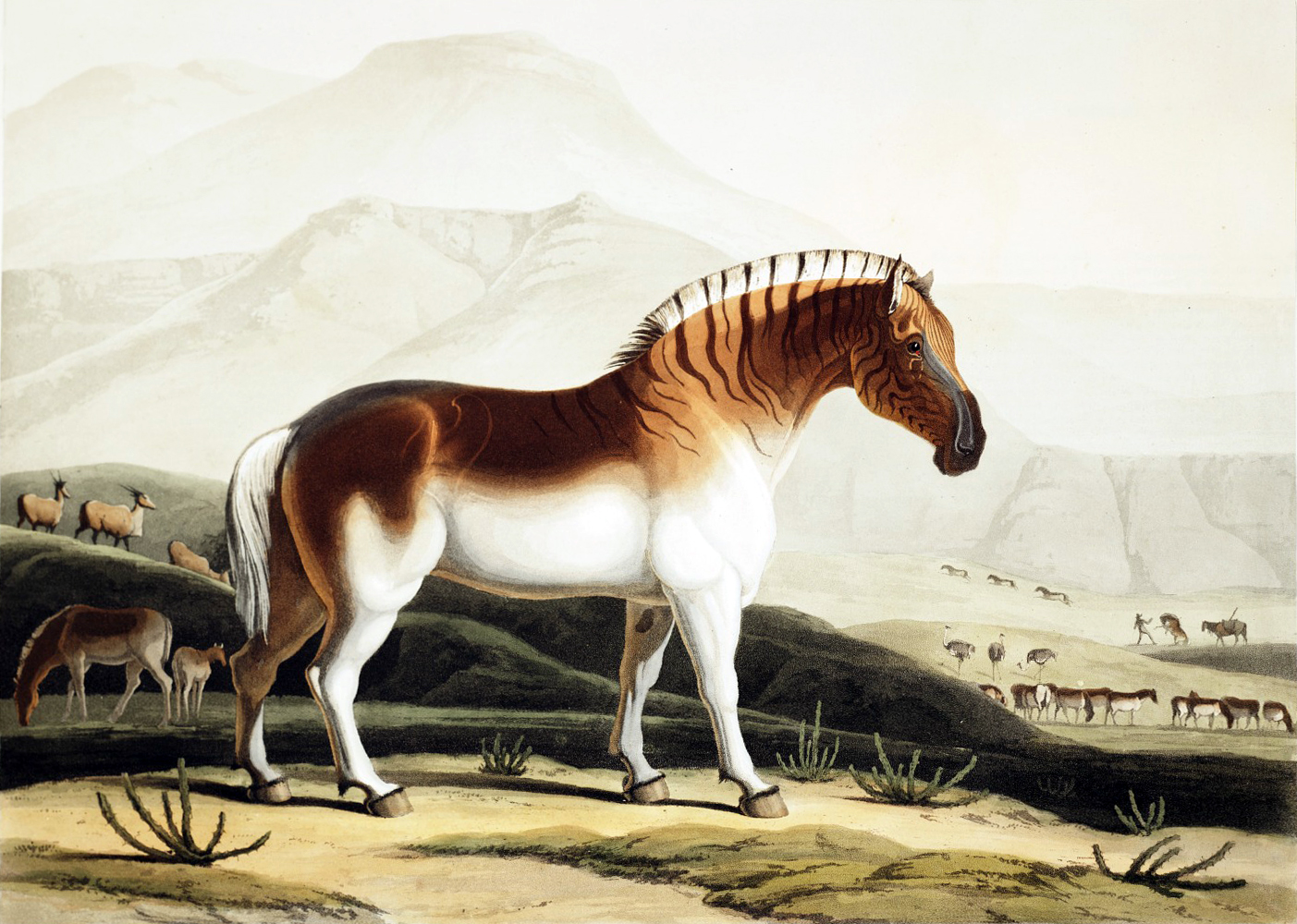
Ilustración de 1804 realizada por Samuel Daniell, la cual fue la base de la supuesta subespecie E. q. danielli.

La cuaga fue clasificada originalmente como una especie separada, Equus quagga, en 1778 por el naturalista neerlandés Pieter Boddaert. Tradicionalmente, tanto la cuaga como las cebras comunes y de montaña eran situadas en el subgénero Hippotigris. Desde entonces ha habido mucho debate sobre el estatus de la cuaga en relación con la cebra común. El zoólogo británico Reginald Innes Pocock en 1902 fue quizás el primero en sugerir que la cuaga era una subespecie de la cebra común. Ya que la cuaga fue descrita y clasificada científicamente antes que la cebra común, el nombre trinomial para la cuaga queda como E. quagga quagga bajo este esquema, y las otras subespecies de la cebra común se sitúan bajo la especie E. quagga.
Históricamente, la taxonomía de la cuaga fue complicada debido a que se creía que la población más meridional extinta de la cebra de Burchell (Equus quagga burchellii, anteriormente Equus burchellii burchellii) era una subespecie diferente (también a veces considerada como una especie propia, E. burchellii). La actual población del norte, la "cebra de Damara", fue más tarde nombrada como Equus quagga antiquorum, lo cual significa que hoy en día es también referida a E. q. burchellii, ya que luego se estableció que son el mismo taxón. La población extinta fue considerada por mucho tiempo como muy cercana a los cuagas, dado que también mostraba una reducción del rayado en sus zonas posteriores. Como un ejemplo de esto, Shortridge situó a los dos en el subgénero ahora obsoleto Quagga, en 1934. Muchos expertos sugieren que las dos subespecies representan los dos extremos de una clina.
Otras subespecies de las cebras comunes fueron reconocidas como miembros de Equus quagga por los primeros investigadores, aunque hay mucha confusión sobre cuáles de las especies eran válidas. Las subespecies de cuaga fueron descritas sobre la base de diferencias en los patrones de rayado, pero estas diferencias son resultado de la variación individual dentro de las mismas poblaciones. Algunas de las subespecies e incluso especies, tales como E. q. danielli e Hippotigris isabellinus, fueron basadas solamente en ilustraciones (iconotipos) de especímenes inusuales de cuagas. Un estudio craneométrico de 1980 pareció confirmar sus afinidades con el caballo (Equus ferus caballus), pero los estudios morfológicos han señalado que esto es erróneo. El estudiar esqueletos a partir de los especímenes disecados puede ser problemático, ya que los primeros taxidermistas a veces usaban cráneos de asnos y caballos dentro de sus especímenes cuando los originales no estaban disponibles.

### Evolución
La cuaga está mal representada en el registro fósil, y la identificación de sus fósiles es incierta, ya que fueron recolectados en una época en la que el nombre "cuaga" se refería a todas las cebras. Se ha afirmado que los cráneos fosilizados de Equus mauritanicus procedentes de Argelia muestran afinidades con la cuaga y la cebra común, pero pueden estar demasiado dañados como para permitir definir conclusiones a partir de ellos.
La cuaga fue el primer animal extinto del que se hizo un análisis de ADN, y este estudio de 1984 impulsó el campo del estudio del ADN antiguo. Este confirmó que la cuaga estaba más cercanamente relacionada con las cebras que con los caballos, y que la cuaga y la cebra de montaña (Equus zebra) compartían un ancestro común que vivió hace entre 3 y 4 millones de años. Un estudio immunológico publicado el año siguiente encontró que la cuaga era más cercana a la cebra común. Un estudio de 1987 sugirió que el ADN mitocondrial de la cuaga divergió en un lapso de aproximadamente 2 por ciento por millones de años, similar al de otras especies de mamíferos, y confirmó de nuevo la cercana relación con la cebra común.
Los estudios morfológicos posteriores llegaron a conclusiones diferentes. Un análisis de 1999 de medidas craneanas encontró que la cuaga era tan diferente de la cebra común como lo es esta última con respecto a la cebra de montaña. Un estudio de 2004 usando pieles y cráneos sugirió en cambio que la cuaga no era una especie diferente, sino una subespecie de la cebra común. A pesar de estos hallazgos, muchos autores continuaron tratando a la cebra común y a la cuaga como especies separadas.
Un estudio genético publicado en 2005 confirmó el estatus subespecífico de la cuaga. Este mostró también que la cuaga tenía poca diversidad genética, y que divergió de las otras subespecies de cebras comunes hace apenas entre 2 990 000 y 120 000 años, durante el Pleistoceno, y posiblemente en el penúltimo máximo glacial. Su distintivo patrón de pelaje quizás evolucionó rápidamente debido al aislamiento geográfico o como una adaptación a un ambiente más seco. Adicionalmente, las subespecies de cebra común tienden a ser menos rayadas cuanto más al sur vivan, y de entre todas la cuaga era la que vivía justamente más al sur. Otros ungulados africanos grandes divergieron en especies o subespecies separadas durante este periodo también, probablemente debido al mismo cambio climático.
El cladograma simplificado mostrado a continuación se basa en el análisis de 2005 (algunos taxones compartieron haplotipos y, por lo tanto, no pudieron ser diferenciados):

|  | \| \| Quagga (E. q. quagga) \| \| \| \| \| \| Cebra de Damara (E. q. antiquorum)-Cebra de Chapman (E. q. chapmani) \| \| \| \| |
|  | |
|  | Cebra de Grant (E. q. boehmi)                                                                                                  |
|  | |
|  | Quagga (E. q. quagga) |
|  | |
|  | Cebra de Damara (E. q. antiquorum)-Cebra de Chapman (E. q. chapmani)                                                           |
|  | |

|  | Quagga (E. q. quagga)                                                |
|  |                                                                      |
|  | Cebra de Damara (E. q. antiquorum)-Cebra de Chapman (E. q. chapmani) |
|  |                                                                      |

|  | \| \| Quagga (E. q. quagga) \| \| \| \| \| \| Cebra de Damara (E. q. antiquorum)-Cebra de Chapman (E. q. chapmani) \| \| \| \| |
|  | |
|  | Cebra de Grant (E. q. boehmi)                                                                                                  |
|  | |
|  | Quagga (E. q. quagga) |
|  | |
|  | Cebra de Damara (E. q. antiquorum)-Cebra de Chapman (E. q. chapmani)                                                           |
|  | |

|  | Quagga (E. q. quagga)                                                |
|  |                                                                      |
|  | Cebra de Damara (E. q. antiquorum)-Cebra de Chapman (E. q. chapmani) |
|  |                                                                      |

|  | \| \| Quagga (E. q. quagga) \| \| \| \| \| \| Cebra de Damara (E. q. antiquorum)-Cebra de Chapman (E. q. chapmani) \| \| \| \| |
|  | |
|  | Cebra de Grant (E. q. boehmi)                                                                                                  |
|  | |
|  | Quagga (E. q. quagga) |
|  | |
|  | Cebra de Damara (E. q. antiquorum)-Cebra de Chapman (E. q. chapmani)                                                           |
|  | |

|  | Quagga (E. q. quagga)                                                |
|  |                                                                      |
|  | Cebra de Damara (E. q. antiquorum)-Cebra de Chapman (E. q. chapmani) |
|  |                                                                      |

|  | \| \| Quagga (E. q. quagga) \| \| \| \| \| \| Cebra de Damara (E. q. antiquorum)-Cebra de Chapman (E. q. chapmani) \| \| \| \| |
|  | |
|  | Cebra de Grant (E. q. boehmi)                                                                                                  |
|  | |
|  | Quagga (E. q. quagga) |
|  | |
|  | Cebra de Damara (E. q. antiquorum)-Cebra de Chapman (E. q. chapmani)                                                           |
|  | |

|  | Quagga (E. q. quagga)                                                |
|  |                                                                      |
|  | Cebra de Damara (E. q. antiquorum)-Cebra de Chapman (E. q. chapmani) |
|  |                                                                      |

Un estudio genético de 2018 de poblaciones de cebras comunes confirmó de nuevo que la cuaga es un miembro de esa especie. Sin embargo, no encontró evidencia de diferenciación subespecífica con base en diferencias morfológicas entre las poblaciones meridionales de cebras, incluyendo a la cuaga. Las poblaciones modernas de cebras comunes pueden haberse originado en el sur de África, y la cuaga parece haber divergido menos con respecto a las poblaciones vecinas que la población actual que vive más al norte, en el noreste de Uganda. En cambio, el estudio apoyó que hay un continuo genético de norte a sur de cebras comunes, siendo la población ugandesa la más diferenciada. La cebras de Namibia parecen ser las más cercanas genéticamente a la cuaga.

## Descripción
Se cree que la cuaga alcanzaba hasta 257 centímetros de longitud y una altura de 125 – 135 centímetros hasta los hombros. Con base en las medidas de pieles, se ha registrado que las yeguas eran significativamente más largas y levemente más altas que los machos, mientras que los machos de las cebras actuales son los más grandes. Su patrón de pelaje era único entre los équidos: similar a una cebra en la parte frontal y más parecido a un caballo en la zona posterior. Tenía rayas blancas y pardas en la cabeza y cuello, partes superiores color marrón y un vientre, cola y patas blancos. Las rayas eran más notorias en la cabeza y cuello, y se volvían gradualmente más tenues hacia el torso, mezclándose con el marrón rojizo de la espalda y los costados, hasta desaparecer a lo largo de la espalda. Parece haber tenido un alto grado de polimorfismo, con ejemplares casi desprovistos de rayas y otros con patrones parecidos a los de la extinta población meridional de la cebra de Burchell, en la que las rayas cubrían casi todo el cuerpo exceptuando las partes posteriores, las patas y el vientre. También tenía una ancha raya oscura en el dorso. Tenía una crin alta con rayas pardas y blancas.
La única cuaga que fue fotografiada en vida era una yegua del zoológico de la Sociedad Zoológica de Londres. Se conocen fotografías de este ejemplar, tomadas entre 1863 y 1870. Sobre la base de las fotografías y descripciones escritas, muchos observadores sugirieron que las rayas de la cuaga eran claras sobre un fondo oscuro, a diferencia de otras cebras. El naturalista alemán Reinhold Rau, pionero del Proyecto Quagga, afirmó que esto era una ilusión óptica: el color base es un blanco crema y las rayas son oscuras y anchas.
Al vivir en el extremo sur de la distribución de la cebra común, la cuaga tenía un pelaje de invierno que mudaba anualmente. Se describió su cráneo con un perfil recto y una diastema cóncava, y siendo relativamente ancho con un occipucio estrecho. Como ocurre con otras cebras comunes, la cuaga no tenía una papada en su garganta como ocurre con la cebra de montaña. El estudio morfológico de 2004 determinó que las características del esqueleto de la población meridional de la cebra de Burchell y la cuaga se sobreponen, y que son imposibles de distinguir entre sí. Algunos especímenes también parecen haber sido intermedios entre los dos respecto a su patrón de rayado, y las poblaciones modernas de cebras de Burchell aún muestran un rayado limitado. Por lo tanto, se puede concluir que las dos subespecies presentaban una gradación morfológica entre ambas. De hecho, aún hay especímenes disecados de cuagas y de la cebra sureña de Burchell tan similares que es imposible identificarlos definitivamente, dado que no se registraron datos de su procedencia.

## Comportamiento y ecología
La cuaga era la cebra común con la distribución más meridional, viviendo mayormente al sur del río Orange. Era un pastador, y el rango de su hábitat se restringía a los pastizales y matorrales del árido interior de la región del Karoo en South Africa, que está conformado actualmente por zonas de la provincia del Cabo Septentrional, provincia del Cabo Oriental, provincia del Cabo Occidental y la provincia del Estado Libre. Estas áreas son conocidas por su distintiva flora y fauna, y una alta concentración de endemismos. Se registró que las cuagas se congregaban en manadas de 30–50 individuos, y a veces viajaban manteniéndose en fila. Pueden haber sido simpátricas con las cebras de Burchell entre los ríos Vaal y Orange. Esto ha sido discutido, y no hay evidencia de que se hayan entrecruzado. También pudieron haber compartido una pequeña parte de su distribución con la  cebra de montaña de Hartmann (Equus zebra hartmannae).

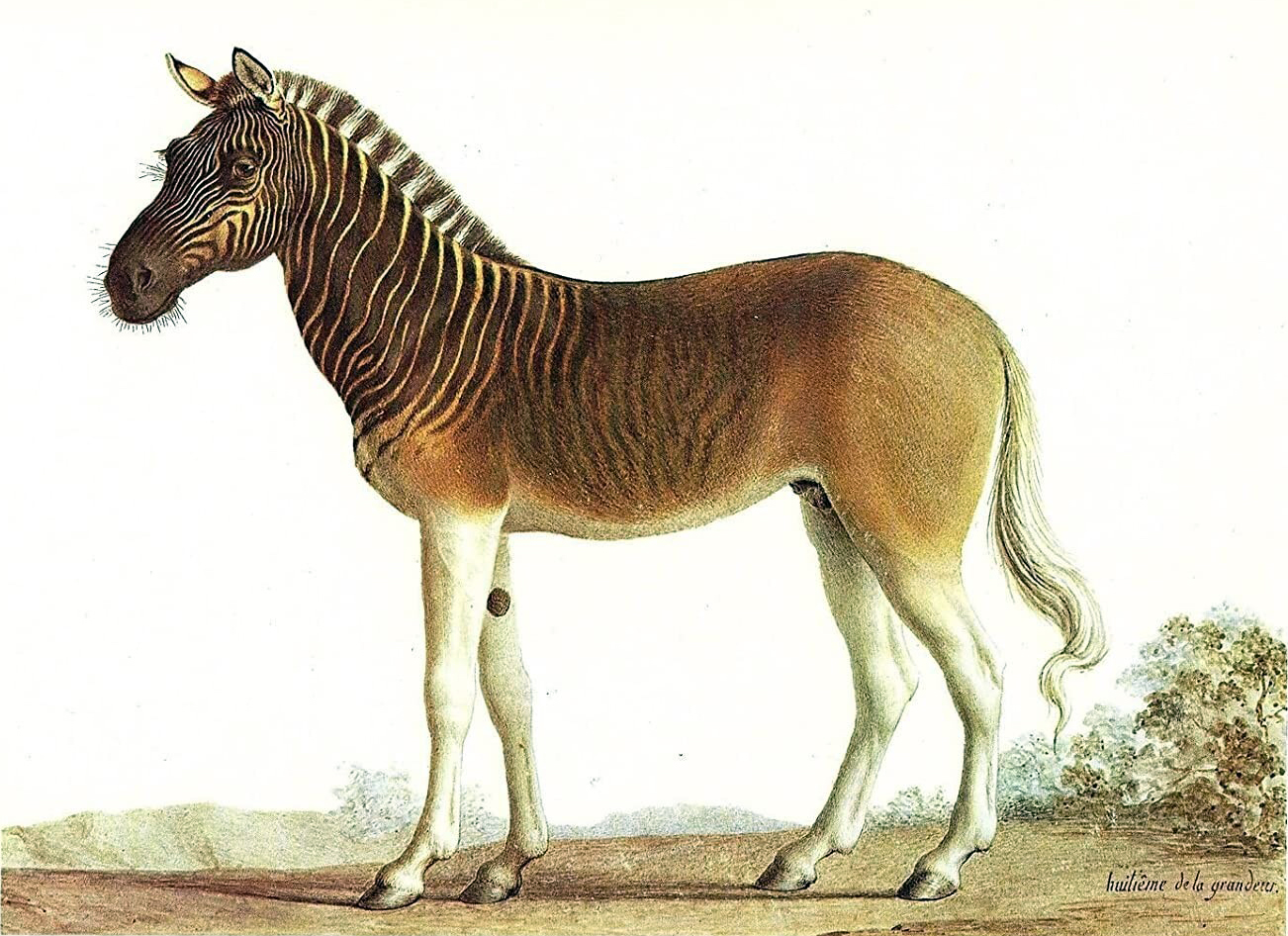
Pintura de un semental de la colección zoológica de Luis XVI en Versalles, por Nicolas Maréchal, 1793

Poco se sabe sobre las cuagas en la naturaleza, y a veces no es claro a qué tipo de cebra se estaban refiriendo en los antiguos reportes. La única fuente que inequívocamente describe a la cuaga en la provincia del Estado Libre es la del ingeniero militar y cazador británico William Cornwallis Harris. Su informe de 1840 dice lo siguiente:
El rango geográfico de la cuaga no parece extenderse hacia al norte del río Vaal. El animal era antes extremadamente común dentro de la colonia; pero, al desaparecer ante los pasos de la civilización, es ahora encontrado en números muy limitados y solo en los confines. Más allá de eso, en aquellas sofocantes planicies las cuales están completamente en posesión de las bestias salvajes, y que pueden ser nombradas con estricta propiedad como los dominios de la naturaleza salvaje, esta aparece en manadas interminables; y, aunque no se entremezcla con sus congéneres más elegantes, es casi invariablemente hallada pastando con el ñu de cola blanca y el avestruz, por cuya sociedad el ave evidencia la más singular predilección. Moviéndose lentamente a lo largo del perfil del horizonte que semeja un océano, emitiendo un relincho estridente y ladrador, del cual su nombre forma una correcta imitación, largas filas de cuagas continuamente recuerdan al viajero madrugador a una caravana rival en marcha. Bandas de muchos cientos son entonces frecuentemente vistos haciendo su migración desde las lúgubres y desoladas planicies de alguna parte del interior, el cual ha formado su aislada morada, buscando las pasturas más exuberantes en las que, durante los meses de verano, varias hierbas arrojan sus hojas y las flores formando una alfombra verde, salpicada de las tonalidades más brillantes y diversificadas.

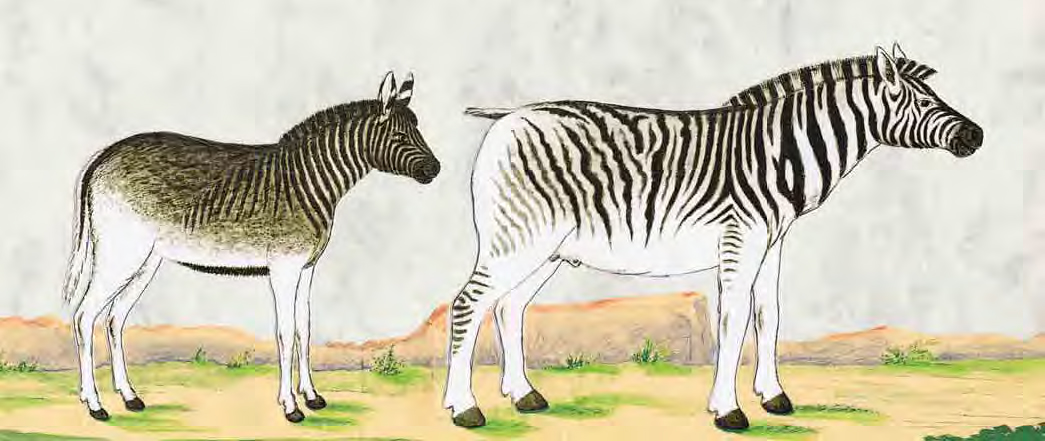
Ilustración de 1777 de un potro de una cuaga y un macho adulto de cebra de Burchell, por Robert Jacob Gordon.

La función práctica del rayado en las cebras ha sido debatida por largo tiempo y no es claro por qué la cuaga carecía de rayas en su parte posterior. Se ha propuesto en general para las cebras que tienen una función críptica para defenderse de los depredadores (las rayas ocultan a una cebra individual en la manada) y de los tábanos (los cuales son menos atraídos por los objetos rayados), así como varias funciones sociales. Las diferencias en las rayas de los cuartos traseros pueden haber ayudado al reconocimiento de la misma especie durante las estampidas de manadas mixtas, de modo que los miembros de una subespecie o especie seguirían a su propio grupo. También hay evidencia de que las cebras desarrollaron los patrones rayados como una forma de termorregulación para enfriarse a sí mismas, y que la cuaga las habría perdido debido a que vivía en un clima más frío, aunque un problema con esa idea es que la cebra de montaña vive en ambientes similares y aún así posee un patrón rayado muy llamativo. Un estudio de 2014 apoyó con fuerza la hipótesis relacionada con los tábanos, ya que la cuaga parece haber vivido en áreas con menos actividad de esos insectos que otras cebras.
Un estudio de 2020 sugirió que el dimorfismo sexual manifestado en el tamaño, en el que las yeguas de cuagas son mayores que los machos, podría ser debido al clima frío y las sequías que afectan a la meseta del Karoo, condiciones que eran incluso más severas en tiempos prehistóricos, tales como las edades del hielo (mientras otras cebras comunes vivían en áreas más cálidas). El aislamiento, el frío y la aridez pudieron afectar de ese modo la evolución de la cuaga, incluyendo el color del pelaje y el dimorfismo de tamaño. Dado que las hembras de cebras comunes están preñadas o en lactación por la mayor parte de sus vidas, el mayor tamaño pudo ser una ventaja selectiva para las hembras de cuaga, ya que por lo tanto habrían tenido más reservas de energía cuando la comida era escasa. El dimorfismo y el color del pelaje pudieron también evolucionado a través de un proceso de deriva genética debido al aislamiento, pero estas influencias no son mutuamente exclusivas, y pudieron haber trabajado en conjunto.

## Relación con los seres humanos
Se ha identificado a las cuagas en el arte rupestre atribuido al pueblo san del sur de África. Como eran fáciles de hallar y de matar, la cuaga fue cazada por los primeros colonos neerlandeses y más tarde por los afrikáneres para hacerse con su carne o con sus pieles. Las pieles eran comerciadas o explotadas. La cuaga era probablemente vulnerable a la extinción debido a su limitado rango geográfico. Los granjeros locales lo usaban como guardias para su ganado, ya que tenían la tendencia de atacar a los intrusos. Se dice que las cuagas eran vivaces y sumamente nerviosas, especialmente los machos. Los cuagas fueron llevados a los zoológicos europeos, y se hizo un intento de cría en cautiverio en el zoológico de Londres, pero este fue detenido cuando un macho solitario se mató al agredirse a sí mismo contra una pared tras haberse enfurecido. Por otra parte, se dijo también que las cuagas cautivas en los zoológicos europeos eran más mansas y dóciles que las cebras de Burchell. Se reportó que un espécimen vivió en cautividad por 21 años y 4 meses, falleciendo en 1872.
La cuaga fue por largo tiempo considerada como un candidato apropiado para la domesticación, ya que se reportó que era la más dócil de las cebras. Los colonos neerlandeses en Sudáfrica habían considerado esta posibilidad, debido a que sus caballos de trabajo importados no tenían un buen desempeño en el clima extremo y regularmente caían presa de la temida peste equina africana. En 1843, el naturalista inglés Charles Hamilton Smith escribió que la cuaga era "incuestionablemente la mejor provista para la domesticación, tanto en lo que concierne a su fuerza y su docilidad". Se hicieron algunas menciones de cuagas amansadas o domesticadas en Sudáfrica. En Europa, se usaron dos sementales para conducir un faetón para el alguacil de Londres a inicios del siglo XIX.
En un intento de domesticar a la cuaga, el noble británico George Douglas, decimosexto earl de Morton, obtuvo un único macho al cual hizo aparearse con una yegua de caballo de origen árabe. Esto produjo un híbrido hembra con rayas en su espalda y patas. La yegua de Lord Morton fue vendida y posteriormente fue cruzada con un semental de caballo negro, resultando en una cría que de nuevo tenía rayas de cebra. Un informe al respecto fue publicado en 1820 por la Royal Society. Se desconoce qué le sucedió a la yegua híbrida. Esto llevó a nuevas ideas sobre la telegonía, referida como pangénesis por el naturalista británico Charles Darwin. Al finalizar el siglo XIX, el zoólogo escocés James Cossar Ewart refutó estas ideas y probó, con varios experimentos de cruza, que las rayas de cebra podían aparecer como un rasgo atavístico en cualquier momento.
Hay 23 especímenes conocidos de cuaga disecados y montados a lo largo del mundo, incluyendo un juvenil, dos potros y un feto. Adicionalmente, se conservan una cabeza y un cuello, un pie, siete esqueletos completos y muestras de varios tejidos. Un vigesimocuarto espécimen que se encontraba en Königsberg, Alemania, fue destruido durante la Segunda Guerra Mundial, mientras que varios esqueletos y huesos también se han perdido.

### Extinción
La cuaga ya había desaparecido de la mayor parte de su área de distribución hacia la década de 1850. La última población silvestre, en el estado libre de Orange, fue eliminada a finales de la década de 1870. La última cuaga salvaje conocida murió en 1878. El ejemplar en Londres murió en 1872 y el residente en Berlín en 1875. La última cuaga en cautividad, una hembra que se encontraba en el zoológico Natura Artis Magistra de Ámsterdam, vivió allí desde el 9 de mayo de 1867 hasta su muerte el 12 de agosto de 1883, pero su origen y la causa de su muerte no son claros. En su época no se reconoció que su muerte significaba también la extinción de su linaje, y el zoológico solicitó un nuevo ejemplar; los cazadores creían que aún podrían hallarse "cerca del interior" en la colonia de El Cabo. Dado que los lugareños usaban el término cuaga para referirse a todas las cebras, esto pudo haber llevado a la confusión. La extinción de la cuaga fue aceptada internacionalmente en el año 1900 por la Convención para la preservación de animales salvajes, aves y peces en África. El último ejemplar fue representado en una estampilla de los Países Bajos en 1988. El espécimen en sí fue montado y se mantiene en la colección del Centro de Biodiversidad Naturalis en Leiden. Se ha puesto en exhibición para ocasiones especiales.
En 1889, el naturalista Henry Bryden escribió: "Que se haya permitido que un animal tan bello, tan capaz para la domesticación y el uso, y que se encontraba hasta no hace mucho en tan grande abundancia,  fuera barrido de la faz de la tierra, es seguramente una desgracia para la civilización de nuestros días."

### Proyecto de cría selectiva
Tras haberse descubierto la muy cercana relación entre la cuaga y la actual cebra común, Reinhold Rau comenzó el llamado Proyecto Quagga en 1987 en Sudáfrica para crear una población de cebras similar a las cuagas por medio de la cría selectiva para formar un conjunto de cebras de planicie con el patrón de rayado reducido, con el propósito de eventualmente ingresarlas dentro del antiguo territorio de las cuagas. El proyecto está en marcha desde entonces en Vrolijkheid, cerca de Robertson (Sudáfrica). Para diferenciar a las cuagas verdaderas de las cebras de este proyecto, estas son conocidas como "cuagas de Rau". La población fundadora consistió en 19 individuos procedentes del parque nacional Etosha de Namibia y Sudáfrica, escogidos debido a que tenían rayas reducidas en la parte posterior de su cuerpo y en sus patas traseras. La primera cría de este proyecto nació en 1988. Una vez que se establezca una población lo suficientemente similar a las cuagas, los participantes del proyecto planean liberarlas en el Cabo Occidental.
La introducción de estas cebras parecidas a cuagas podría ser parte de un más amplio programa de restauración, incluyendo los esfuerzos ya en marcha de erradicación de árboles no nativos. Las cuagas, ñúes y avestruces, los cuales vivieron juntos durante tiempos históricos en una asociación mutuamente benéfica, podrían ser mantenidos en las áreas en donde la vegetación indígena tiene que ser mantenida mediante el pastoreo. A inicios del año 2006, la tercera y cuarta generación de animales producidos por el proyecto fueron considerados como bastante parecidos a las representaciones y los especímenes preservados de la cuaga. Este tipo de cría selectiva es conocida como reconstituir taxones por retrocruzamiento. Esta práctica es controvertida, dado que las cebras resultantes solo se asemejan a las cuagas en su apariencia externa, pero serán genéticamente diferentes. La tecnología para usar el ADN antiguo recuperado para la clonación aún no se ha desarrollado.